# چاه مرتاض‌علی
چاه مرتاض علی یکی از آثار تاریخی و دیدنی شهر شیراز می‌باشد. این بنا در شمال شهر و در «کوه هفت‌تنان» واقع شده‌است. در پیرامون چاه مرتاض علی یک عمارت چنداتاقه وجود دارد که برای عبادت عارفان در نظر گرفته شده‌است. عمق این چاه سه متر می‌باشد و دو آب‌انبار در اطراف آن به‌چشم می‌خورند.
این اثر توسط سازمان میراث فرهنگی به‌طور کامل تخریب گردید و ساختمانی دیگر به جای آن ساخته شد.
به گفته‌ی هانری ماسه، در کنار این چاه آش نذری می‌پختند: «نزدیک شیراز در چاه مرتاض علی در جای محصوری گوری دیده می‌شود. به منظور مستجاب شدن دعا و یا بهبود یافتن، آشی برای فقرا می‌پزند که «دیگ‌جوش» نامیده می‌شود. به روی دیوار سنگی هست که مهر نماز را به آن می‌زنند. اگر مهر به سنگ بچسبد، دعا مستجاب شده است». 

## نگارخانه

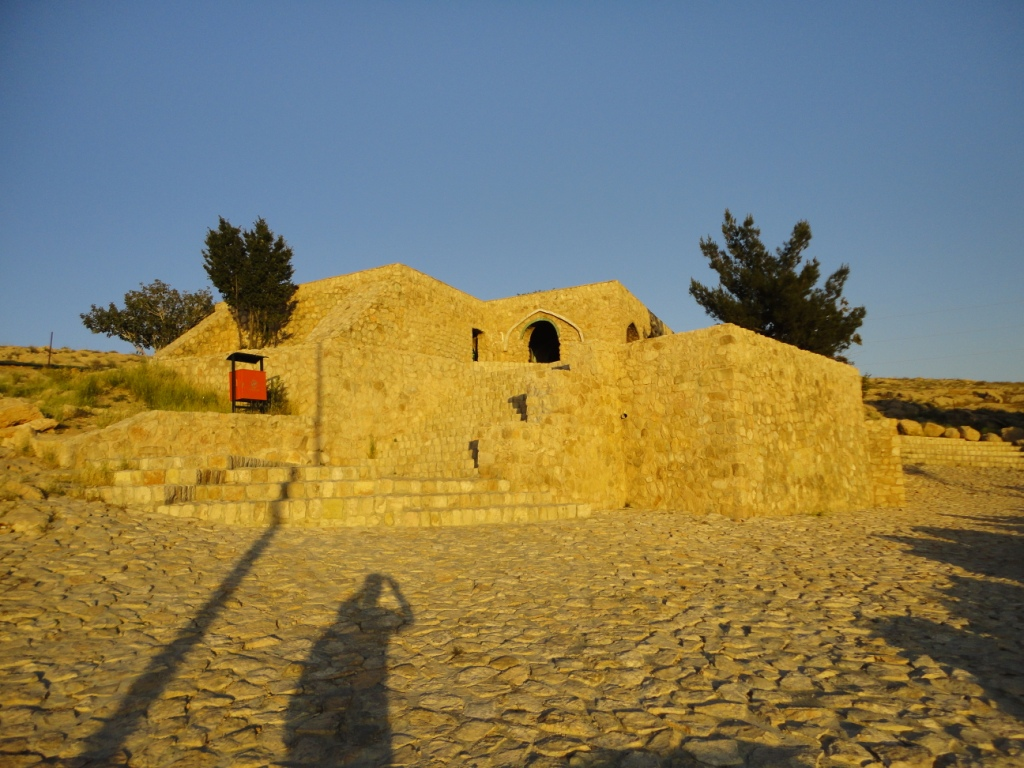
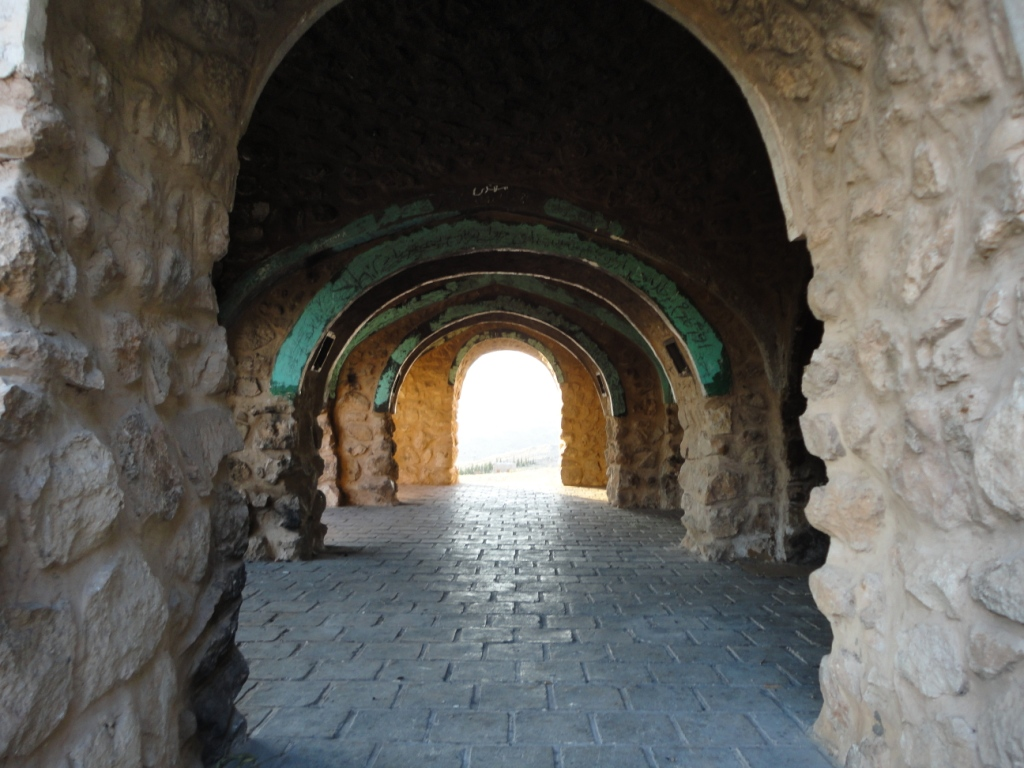